# ناتالیا دیل
ناتالیا دیل با نام کامل ناتالیا گوینز دیل اوریکو (به پرتغالی: Nathalia Goyannes Dill Orrico) (زادهٔ ۲۴ مارس ۱۹۸۶) هنرپیشهٔ زن سینما، تلویزیون و تئاتر برزیلی است. او در دو تله‌نوال ایفاگر نقش اول بوده و در تله‌نوال دیگری در نقش ضدقهرمان ظاهر شده‌است.

## زندگی
ناتالیا دیل در ۲۴ مارس ۱۹۸۶ در شهر ریو دو ژانیروی برزیل زاده شد. در تله‌نوال Malhação نقش دبورا ریو را که یک ضدقهرمان بود بازی کرد. پس از آن به‌عنوان هنرپیشهٔ اول، در نقش ماریا ریتا در مجموعهٔ تلویزیونی دیگری به نام Paraíso ظاهر شد. دومین نقش اول او در سریال دیگری با نام Escrito nas Estrelas رقم خورد که او شخصیت ویوین را در آن بازی کرد.

## فیلم‌شناسی

### تلویزیون
| سال شروع | عنوان            | نقش                         | پایان پخش | توضیحات              |
| -------- | ---------------- | --------------------------- | --------- | -------------------- |
| ۲۰۰۶     | ماندراک          | والنتینا                    | ۲۰۰۶      | اپیزود: "رزهای سیاه" |
| ۲۰۰۷     | Malhação         | دبورا ریو                   | ۲۰۰۹      | ضدقهرمان اصلی        |
| ۲۰۰۹     | بهشت             | ماریا ریتا گودوئی (سانتینا) | ۲۰۰۹      | نقش اول              |
| ۲۰۰۹     | دو-ر-می-فابریکا  | ویولا                       | ۲۰۰۹      | نقش اول مشترک        |
| ۲۰۱۰     | نوشته بر ستارگان | ویوین                       | ۲۰۱۰      | نقش اول              |

### سینما
| سال  | عنوان        | نقش     | توضیحات       |
| ---- | ------------ | ------- | ------------- |
| ۲۰۰۷ | دستهٔ نخبگان  | دانشجو  |               |
| ۲۰۰۸ | کریسمس مبارک | ماریلیا |               |
| ۲۰۰۸ | فقط پایان    | تایرا   | ضدقهرمان اصلی |

### تئاتر
| سال  | عنوان                | کارگردان                       |
| ---- | -------------------- | ------------------------------ |
| ۲۰۰۵ | شکوه نلسون           | دنیل هرتز                      |
| ۲۰۰۵ | بازی به‌هنگام چرت زدن | میشل برکوویچ                   |
| ۲۰۰۶ | ماجراهای تام سایر    | میشل برکوویچ                   |
| ۲۰۰۷ | بوسه بر آسفالت       | میشل برکوویچ (دستیار کارگردان) |
| ۲۰۰۸ | دهان کابوی           | میشل برکوویچ                   |

## جوایز
- ۲۰۰۹ - برندهٔ جایزهٔ Prêmio TV Contigo برای بهترین نوبازیگر زن